# سیارک ۱۳۰۶۴
سیارک ۱۳۰۶۴ (به انگلیسی: 13064 Haemhouts، نامگذاری:1991PC6) سیزده هزار و شصت و چهارمین سیارک کشف شده‌است که در ۶ اوت ۱۹۹۱ کشف شد.
قدر مطلق سیارک برابر ۱۴.۸ است.